# 城咲梁
城咲 梁（しろさき りょう、1984年 - ）は  沖縄県出身の催眠術師。大阪でストリート魔術師として活動中。催眠術・マジック・ジャグリングをやり不思議なパフォーマンスをみせる。
2015年「日本海フェリー パフォーマンス」。2014年「北新地夏祭り 」出演2014年映画 「京都 早春」に出演。2014年滋賀医科大学若鮎祭 出演。2014年DVD「クイックヒプノシス」販売。